# Katia Cánepa Vega
Katia Cánepa Vega (Lima, 6 de agosto de 1983) es una diseñadora peruana, pionera en el maquillaje tecnológico o Beauty Tech, reconocida por el MIT como Innovadora del año 2016 en el Perú.
Sus diseños y creaciones innovadores encajan en la denominación de Tecnología de la Belleza, derivado de los wearables un campo de los artículos móviles conectados. Esta tecnología puede ser usada en la piel, uñas, cabello, etc. con el fin de transformar la superficie del cuerpo en una plataforma interactiva, es decir, permite al usuario interactuar con el mundo digital sin interferir con sus actividades diarias.

## Carrera
Katia Cánepa, estudió Ciencias de la Computación e Ingeniería de Sistemas e Informática en la Universidad Nacional Mayor de San Marcos (Perú), tiene un posdoctorado del MIT Media Lab (del Instituto de Tecnología de Massachusetts), pertenece al Grupo de respuestas interactivas como asociado postdoctoral. Tiene una Maestría y Doctorado en Ciencias de la Computación en la Pontificia Universidad Católica de Río (Brasil). Fue asistente de investigación del Laboratorio de Weareables en la Universidad Baptista de Hong Kong - HKBU (Hong Kong). Fue cofundadora de Soluciones Racionales (IBM Business Partner - Perú)
Recientemente, Springer ha publicado su libro con su coautor Hugo Fuks: "Belleza Tecnología: Diseño de Interfaces sin costura para Wearable Computing". Ha publicado en las principales conferencias y revistas en HCI: CHI, TEI, Uist, IIU, IEEE Computer, entre otros. Su trabajo fue cubierto por la revista New Scientist, atado con alambre, el Discovery, CNN, PSFK y otros. Sus áreas de investigación actuales son la tecnología de la belleza, la tecnología de la moda, ordenadores portátiles y HCl.
Actualmente, se desempeña como Assistant Professor en la Universidad de California en Davis. 

## Obra - Tecnologías de Belleza
- Conductive Makeup.
- Nails Tech.
- FX e-maquillaje.
- Hairware.[4]

## Características formales de su obra
Sus invenciones se basan en el uso de wearables, con el fin de realizar actividades necesarias para el usuario, como por ejemplo:
Parpadear para encender o apagar las luces; con el uso de dispositivos electrónicos incrustrados en las pestañas se puede enviar señales para que puedan encenderse las luces o hacer que se pueda mover un dron.
Mover las uñas de las manos y abrir la puerta; se colocan pequeños chips electrónicos que envían señales a los receptores colocados en las puertas, que reconocen los movimientos de las manos y abrir las puertas.
Tocarnos el cabello para enviar un mensaje de auxilio o grabar una conversación; por medio de extensiones conectadas a un dispositivo electrónico, podemos activar nuestro equipo móvil con una orden específica.

## Exposiciones individuales
- Exhibió su obra en varias galerías y festivales como Barbican de Londres, Tekniska Museet de Estocolmo, Festival de Música Tech en Berlín y Bellagio en Las Vegas.[6]

## Premios y distinciones
- 1er lugar en el Octavo concurso internacional de Ubimedia, NUMA2014 (Neo Ubimedia MindTrek Awards 2014).
- La mejor publicación (investigación) en la Conferencia Internacional Human Computer Interaction (HCII 2014). Junio, 2014, Grecia. “FX e-Maquillaje interactivo basado en los movimientos musculares”
- 1er lugar en la Conferencia Internacional sobre Interacciones Tangibles Incorporadas y Embebidas (TEI 2013). Desafío de diseño. Proyecto: Superhéroes. Febrero 2013. Barcelona, España.
- 3er lugar en Proyectos de PhD (Doctorado) en la Escuela Latinoamericana de Ingeniería de Software (ELA-ES 2013). Proyecto: La Tecnología de la Belleza como Plataforma Interactiva 09-12 de julio de 2013, Brasil.
- 1er lugar en Proyectos de PhD (Doctorado) en la Muestra PUC-Rio 2013. Agosto 2013, Brasil.
- 2.º lugar a la mejor publicación (investigación) en el Simposio Brasileño de Sistemas Colaborativos. Octubre 2013, Brazil. “Uma Abordagem Sistemática de Prototipação Colaborativa para a Criação de Tangíveis”.[7]